# Signe lingüístic
El signe lingüístic o paraula és un conjunt de sons o grafies (significant) que porten associat un contingut mental (significat), que comparteixen en els seus trets generals els parlants d'una llengua.
Al llarg de la història, hi ha hagut diverses polèmiques sobre la naturalesa del signe, les més destacades en són:
1. Si la naturalesa de la unió entre significant i significat és totalment arbitrària i convencional o si hi ha motivacions en l'estructura del món o del propi llenguatge.
2. Si el significat és realment comú entre els parlants d'un idioma o només s'accepta per facilitar la comunicació.
3. Si cal distingir-hi més components intermedis.
4. Si el signe modela la realitat o si la realitat motiva el signe.
5. Si el significat d'una paraula és comú a tots els éssers humans i, en canvi, els significants diferents es deuen només a l'existència de diversos idiomes.

La lingüística té en el signe lingüístic un dels principals objectes d'estudi, però d'aquest també s'ocupen la semiòtica i la filosofia.

## Tipus de signes
Segons Charles Sanders Peirce hi ha tres tipus de signes:
- icones: el signe imita la realitat referida, per exemple un dibuix realista
- índex o indici: l'índex té una relació directa i real amb allò que indica (el fum és índex de foc)
- símbols: no hi ha una relació evident entre signe i significat